# Ni no kuni (serie)
Ni no kuni (二ノ国? lett. "Seconda nazione") è una serie di videogiochi di ruolo pubblicata e sviluppata in Giappone da Level-5 e distribuita da Namco Bandai nel resto del mondo. I primi giochi della serie seguono le vicende di Oliver, un ragazzo che compie un viaggio in un mondo parallelo per salvare sua madre e sconfiggere il male. Il sequel segue le vicende di Evan Pettiwhisker Felix, un giovane re che viene usurpato del suo regno e che parte per un lungo viaggio per riconquistarlo.

Logo della serie

I giochi della serie hanno in comune la presenza di elementi magici, che permettono ai giocatori di utilizzare una vasta serie di abilità magiche nel corso delle avventure, e seguono dei gruppi di personaggi che viaggiano per il mondo fantastico di Ni no kuni per porre fine alle minacce che lo mettono in pericolo.
Al 2023 la serie è composta da due capitoli principali (Ni no kuni: La minaccia della Strega Cinerea - preceduta dalla versione esclusiva per Nintendo DS dal titolo Ni no kuni: Dominion of the Dark Djinn - e Ni no kuni II: Il destino di un regno) e tre capitoli per dispositivi mobili (Ni no kuni: Hotroit Stories, Ni no kuni: Daibouken Monsters e Ni no kuni: Cross Worlds).

## Videogiochi

### Capitoli principali

#### Ni no kuni: Dominion of the Dark Djinn
Ni no kuni: Dominion of the Dark Djinn è un videogioco di ruolo, pubblicato in Giappone il 9 dicembre 2010 per Nintendo DS. Nella trama, dopo la morte di sua madre, Oliver parte per un viaggio in un altro mondo per salvarla. Insieme alla fata Shizuku, Oliver incontra lungo il cammino Maru e Jairo, che lo aiutano nel viaggio. Dopo aver recuperato tre pietre magiche per completare una bacchetta per sconfiggere Jabou, Oliver scopre di non poter salvare sua madre, ma giura comunque di proteggere il mondo.

#### Ni no kuni: La minaccia della Strega Cinerea
Ni no kuni: La minaccia della Strega Cinerea è un videogioco di ruolo d'azione; è stato pubblicato per PlayStation 3 in Giappone il 17 novembre 2011 e nelle regioni occidentali da Namco Bandai nel gennaio 2013. Il gioco è una versione migliorata di Ni no kuni: Dominion of the Dark Djinn, con una conclusione estesa: dopo la sconfitta di Shadar, la Strega Bianca trasforma gli abitanti del mondo in creature simili ai non morti; dopo essere stata sconfitta da Oliver, lei ritorna alla sua forma originale e promette di rimediare ai suoi errori; infine, Oliver ritorna alla sua vecchia vita a Motorville, la sua città.

#### Ni no kuni II: Il destino di un regno
Ni no kuni II: Il destino di un regno è un videogioco di ruolo d'azione, pubblicato per PlayStation 4 e Windows il 23 marzo 2018. La storia è ambientata centinaia di anni dopo le vicende di Ni no kuni: La minaccia della Strega Cinerea e segue la storia del giovane re Evan Pettiwhisker Felix, che viene usurpato del proprio trono e del proprio regno e parte per un viaggio per riconquistarli; nel suo viaggio è aiutato da Roland, un visitatore dalla Terra che viene trasportato nel mondo parallelo di Ni no kuni, e da Shanty, la figlia del capo dei Pirati del Cielo.

### Giochi per dispositivi mobili

#### Ni no kuni: Hotroit Stories
Ni no kuni: Hotroit Stories è un videogioco di ruolo a episodi; il primo capitolo è stato pubblicato in Giappone il 9 dicembre 2010 per dispositivi mobili tramite i servizi Roid. È un prequel del primo gioco principale e segue la storia di Oliver e del suo amico Mark, che creano un'auto personalizzata trovando parti di ricambio in giro per Hotroit/Motorville; raggiungono un'officina abbandonata e incontrano creature simili agli imajinn/famigli del primo gioco, che i due giovani devono sconfiggere per poter proseguire. Non sono stati pubblicati altri capitoli.

#### Ni no kuni: Daibouken Monsters
Ni no kuni: Daibouken Monsters è un gioco di carte collezionabili online; è stato pubblicato in Giappone l'11 maggio 2012 per dispositivi mobili tramite il servizio GREE. I giocatori viaggiano in un altro mondo e raccolgono carte su cui sono raffigurati gli imajinn. In ogni carta è intrappolato un abitante dell'altro mondo, e girando la carta i giocatori possono utilizzare le abilità dell'abitante durante le battaglie. Il gioco è stato chiuso il 28 settembre 2012.

#### Ni no kuni: Cross Worlds
Ni no kuni: Cross Worlds è un videogioco di ruolo free-to-play; è stato sviluppato da Netmarble e pubblicato per Android e iOS in Giappone, Corea del Sud e Taiwan il 10 giugno 2021; la pubblicazione nel resto del mondo è avvenuta il 25 maggio 2022 per Android, iOS e Windows. Il gioco segue un beta tester di un gioco di realtà virtuale fittizio chiamato Soul Diver che viene trasportato nel mondo di Ni no kuni a causa di un guasto. Il gioco include cinque classi di personaggi, e ha funzionalità multiplayer sia cooperative che competitive.

## Modalità di gioco
Ogni gioco della serie presenta in genere una telecamera in terza persona. Il giocatore controlla il proprio personaggio in una combinazione di elementi di combattimento e puzzle game per raggiungere obiettivi e completare la storia. Hotroit Stories è l'unico capitolo a presentare una prospettiva dall'alto, mentre Daibouken Monsters si gioca come un gioco di carte, senza movimento dei personaggi.
Tutti i giochi della serie presentano una modalità di battaglia separata dall'esplorazione del mondo di gioco. Durante le battaglie, il giocatore comanda un singolo alleato umano alla volta. Per combattere i nemici nei giochi principali i giocatori usano le abilità magiche o i famigli; in Hotroit Stories i giocatori attaccano usando oggetti speciali, mentre in Daibouken Monsters i giocatori utilizzano le abilità associate alle carte. In La minaccia della Strega Cinerea e Il destino di un regno le battaglie si svolgono su un campo aperto, consentendo ai giocatori di spostarsi liberamente nell'area, mentre Dominion of the Dark Djinn utilizza un layout a griglia, entro il quale i giocatori possono creare formazioni per evitare gli attacchi nemici e mettere in campo strategie offensive.
Come altri giochi di ruolo, la serie prevede che, per progredire nella storia, i giocatori completino missioni, che sono scenari lineari con obiettivi prefissati. I giochi offrono la possibilità di completare le missioni principali, legate alla storia, e le missioni secondarie, legate agli obiettivi secondari e all'acquisizione di equipaggiamento e abilità particolari.
Al di fuori delle missioni, i giocatori possono vagare liberamente per un mondo aperto trovando città, dungeon e altri luoghi pericolosi sparsi per la mappa. Uno degli aspetti fondamentali dei giochi è la capacità di viaggiare tra i mondi; la maggior parte dei giochi si svolge nel mondo magico di Ni no kuni, spesso definito l'altro mondo, mentre alcuni dei giochi si svolgono nella città natale di Oliver. Dopo aver lasciato un luogo i giocatori entrano nella mappa del mondo, che può essere esplorata o utilizzata per selezionare una destinazione; con il progredire della storia si sbloccano più forme di trasporto per esplorare il mondo. Nei giochi principali i giocatori inizialmente si spostano a piedi; in seguito acquisiscono la capacità di viaggiare in barca. In La minaccia della Strega Cinerea si aggiunge la capacità di volare per il mondo sul dorso di un drago.
I famigli sono creature fatate che vagano per il mondo di gioco: ne esistono di tanti tipi e tanti aspetti. Possono essere ottenuti e addomesticati dopo essere stati sconfitti in battaglia, dopodiché possono essere usati dal giocatore perché combattano al suo posto ai suoi ordini. Generalmente i famigli hanno a disposizione una gamma di attacchi magici o fisici. I famigli salgono di livello e si evolvono come i personaggi umani; ognuno ha statistiche e capacità uniche e può essere potenziato con dolcetti ed equipaggiato con armi, armature e talismani. I famigli non sono presenti in Il destino di un regno: in questo gioco sono le creature conosciute come Cioffi ad accompagnare in battaglia i personaggi, e non vengono comandate direttamente dal giocatore ma, su richiesta, possono eseguire delle mosse speciali.

## Sviluppo
Pensato come un progetto per il decimo anniversario di Level-5, Ni no kuni: The Another World è stato annunciato nella rivista Famitsu di settembre 2008, come titolo per il Nintendo DS. Nel giugno 2010, Level-5 ha annunciato che il gioco sarebbe uscito anche per la PlayStation 3, con significative differenze; la versione per Nintendo DS è stata ribattezzata Ni no kuni: Dominion of the Dark Djinn, mentre la versione per PlayStation 3 ha ricevuto il titolo Ni no kuni: Wrath of the White Witch - in italiano La minaccia della Strega Cinerea -. Le due versioni sono state sviluppate separatamente, mantenendo in comune solo gli aspetti principali della trama, mentre caratteristiche come il design, le grafiche e le specifiche tecniche hanno subìto notevoli cambiamenti. Alcuni nomi dei personaggi sono stati cambiati per la nuova versione ricostruita: Shizuku è diventato Drippy (Lucciconio nella traduzione italiana), Maru è diventata Esther (Ester), Jairo è diventato Swaine (Arsuino), Lars è diventato Marcassin (Calidonio) e Jabou è diventato Shadar (anche nella traduzione italiana). L'annuncio della nuova versione del gioco ha suscitato grande attesa nell'industria dei videogiochi.
Level-5 ha collaborato con lo Studio Ghibli per produrre le sequenze animate del gioco, e il gioco presenta grafica e design che replicano lo stile di animazione tradizionale dei film dello Studio Ghibli. La collaborazione è iniziata quando il musicista Naoya Fujimaki, che aveva già lavorato con entrambe le aziende, ha presentato il presidente di Level-5, Akihiro Hino, al presidente di Studio Ghibli, Toshio Suzuki. All'epoca, Studio Ghibli aveva completato il lavoro su Ponyo sulla scogliera (2008) e il team di animazione non aveva progetti in corso, il che ha portato Suzuki ad accettare di collaborare con Level-5. Studio Ghibli si è dedicato al processo di produzione allo stesso modo in cui avrebbe creato un film d'animazione.
Yoshiyuki Momose di Studio Ghibli è stato il direttore dell'animazione, occupandosi del character design e degli storyboard. Hino voleva che Dominion of the Dark Djinn e Wrath of the White Witch avessero una atmosfera commovente; il design e i movimenti dei personaggi sono stati fortemente ispirati dal lavoro di Studio Ghibli. Il team di sviluppo voleva che il tema del gioco potesse coinvolgere i bambini bambini: inizialmente avevano considerato l'idea di raccontare di avventure e sogni, poi hanno esplorato i temi delle figure di riferimento più importanti per un bambino, in particolare la madre, e la possibilità di perderle. Il personaggio principale giocabile del gioco, Oliver, è un ragazzo di 13 anni. Il team ha deciso di renderlo bambino perché desiderava raccontare una storia di crescita, e voleva che i bambini potessero immedesimarsi nel personaggio di Oliver, e che gli adulti potessero rivivere in lui le emozioni della loro adolescenza.
Insieme al lancio di Dominion of the Dark Djinn per Nintendo DS il 9 dicembre 2010, Level-5 ha anche lanciato il primo capitolo di Hotroit Stories per dispositivi mobili tramite il servizio Roid. Wrath of the White Witch è stato sviluppato invece per la PlayStation 3: il team aveva pianificato di sviluppare il primo gioco per questa console fin dall'inizio, ma alla fine ha optato per concentrarsi sulla versione per Nintendo DS, visto il maggior numero di utenti di questa console in Giappone all'epoca. Tuttavia, successivamente, il team di Level-5 ha compreso che utilizzando le potenzialità dell'hardware della PlayStation 3 per rappresentare l'animazione, il mondo di gioco e le musiche, sarebbe stato possibile includere molti dettagli in più, e quindi creare un'opera più immersiva e profonda.
A seguito del lancio giapponese di Wrath of the White Witch il 17 novembre 2011, Level-5 ha sviluppato Daibouken Monsters: la produzione del gioco è il risultato di una partnership tra Level-5 e GREE, che ha portato allo sviluppo di tre titoli in tutto per la piattaforma social. Gli utenti hanno potuto registrarsi per partecipare al gioco a partire dal 21 marzo 2012, e il gioco è stato lanciato per dispositivi mobili tramite il servizio GREE l'11 maggio 2012.
Level-5 ha collaborato con l'azienda di localizzazione Shloc per tradurre Wrath of the White Witch nelle regioni occidentali. La localizzazione ha prodotto grandi difficoltà, soprattutto a causa della grande quantità dei testi e degli audio che dovevano essere tradotti. Sono state apportate modifiche anche a design e animazione, ad esempio facendo fare a Oliver un inchino in stile occidentale. Per la localizzazione italiana sono state fatte scelte che preservassero i toni ironici e scanzonati originali, tra i giochi di parole nella toponimia e le caratterizzazioni regionali dei personaggi: i dialoghi di Lucciconio sono scritti in romanesco, le città di Ding Dong Dell e Al Mamoon diventano Gatmandù e Muccakesh.
Ni no kuni II: Il destino di un regno è stato annunciato al PlayStation Experience il 5 dicembre 2015. Studio Ghibli non è stato direttamente coinvolto nello sviluppo di questo gioco. Hino ha dichiarato che il gioco mirava a realizzare meglio le ambizioni del primo capitolo, con storie più profonde e miglioramenti visivi. Nel giugno 2019, Hino ha affermato che era in sviluppo un terzo capitolo principale della serie.
Un terzo gioco per dispositivi mobili, intitolato Ni no kuni: Cross Worlds, è stato pubblicato per Android e iOS in Giappone, Corea del Sud e Taiwan il 10 giugno 2021, sviluppato da Netmarble. Hino ha presentato a Netmarble all'inizio del 2018 una proposta di un MMORPG basato su Ni no kuni, essendo rimasto impressionato da un gioco precedentemente realizzato dalla casa di sviluppo, ovvero Lineage 2: Revolution. Il produttore generale di Netmarble, Bum-jin Park, ha dichiarato che lo stile artistico della serie si adattava bene ai dispositivi mobili, anche se ha anche notato che preservarne le caratteristiche ha causato qualche problema al team di sviluppo. Lo sviluppo, durato tre anni, ha coinvolto alcuni membri chiave del team di Lineage 2: Revolution.

### Musica
Quando Studio Ghibli accettò di produrre le sequenze animate di Ni no kuni, contattò Joe Hisaishi per lavorare sulla colonna sonora del gioco. Hisaishi, che aveva già lavorato con Studio Ghibli su film come Princess Mononoke (1997) e La città incantata (2001), incontrò Hino, e dopo essere stato contagiato dalla sua passione per il progetto, accettò di lavorare sulla colonna sonora del gioco. Rei Kondoh creò la musica di sottofondo per la colonna sonora, e tutta la musica nel gioco fu eseguita dalla Tokyo Philharmonic Orchestra. Kokoro no Kakera, il tema musicale di Dominion of the Dark Djinn e Wrath of the White Witch, fu scritta da Hisaishi; sua figlia Mai Fujisawa cantò la canzone in giapponese, mentre il corista Archie Buchanan cantò la versione in inglese. Ci furono molte difficoltà nella scelta di un interprete per la versione in inglese, ma alla fine venne scelto Buchanan per la sua capacità di trasmettere la "vulnerabilità e l'innocenza" dei personaggi del gioco in una performance "emozionante e potente". Hisaishi lavorò anche alla colonna sonora di Ni no kuni II: Revenant Kingdom.

## Altri media

### Colonna sonora
Sono stati commercializzati due album delle colonne sonore di Ni no kuni. Un album intitolato Ni no kuni: Shikkoku no Madoushi Original Soundtrack, contenente musiche da Dominion of the Dark Djinn, è stato pubblicato in Giappone il 9 febbraio 2011; successivamente è stato pubblicato un doppio CD il 28 marzo 2013. Il primo disco è una riedizione della colonna sonora giapponese, mentre il secondo disco contiene tracce aggiuntive da Wrath of the White Witch.

### Film
Una trasposizione cinematografica animata, semplicemente intitolata  Ni no kuni, ha debuttato in Giappone il 23 agosto 2019 ed è stata localizzata in inglese e distribuita tramite Netflix il 16 gennaio 2020. Il film è stato diretto da Yoshiyuki Momose, con la produzione esecutiva e la sceneggiatura di Akihiro Hino; le musiche sono state composte da Joe Hisaishi. Il film è stato prodotto da OLM e distribuito da Warner Bros. Japan.

## Accoglienza

### Vendite
Nel maggio 2018, Namco Bandai ha dichiarato che la serie aveva venduto complessivamente 2,8 milioni di copie in tutto il mondo: Wrath of the White Witch ne aveva vendute oltre 1,1 milioni, e Revenant Kingdom oltre 900.000. Alla fine del 2011, Dominion of the Dark Djinn aveva venduto oltre 560.000 unità; è stato il 33° gioco più venduto in Giappone nel 2010 e il 45° nel 2011. Cross Worlds ha generato 101,3 milioni di dollari di ricavi nei primi 11 giorni; è stato il secondo gioco più redditizio a livello globale in quel periodo.

### Critica
I giochi principali della serie sono stati molto ben accolti e sono stati elogiati particolarmente per il design, i personaggi e la storia, la colonna sonora e il gameplay originale. Il gioco ottiene un posto nella classifica dei migliori giochi di ruolo di tutti i tempi, incarnando ogni aspetto prototipico del genere. Il mondo di gioco, nella sua unicità e nella sua ricchezza di dettagli, ha ricevuto grande plauso per la sua capacità di coinvolgere i giocatori.
Il design di grafiche e personaggi ha ricevuto numerosi complimenti, ed è stato paragonato in modo favorevole agli altri lavori dello Studio Ghibli. Anche la storia e i personaggi sono stati ben accolti, e sono citati tra le caratteristiche principali dei giochi.  Il gameplay e il sistema di combattimento hanno suscitato opinioni contrastanti; alcuni recensori li hanno considerati una rinfrescante miscela di stili da altri giochi di ruolo, mentre altri hanno sottolineato la loro difficoltà e la somiglianza con giochi simili, con pochi elementi innovativi.